# Otto Scharmer

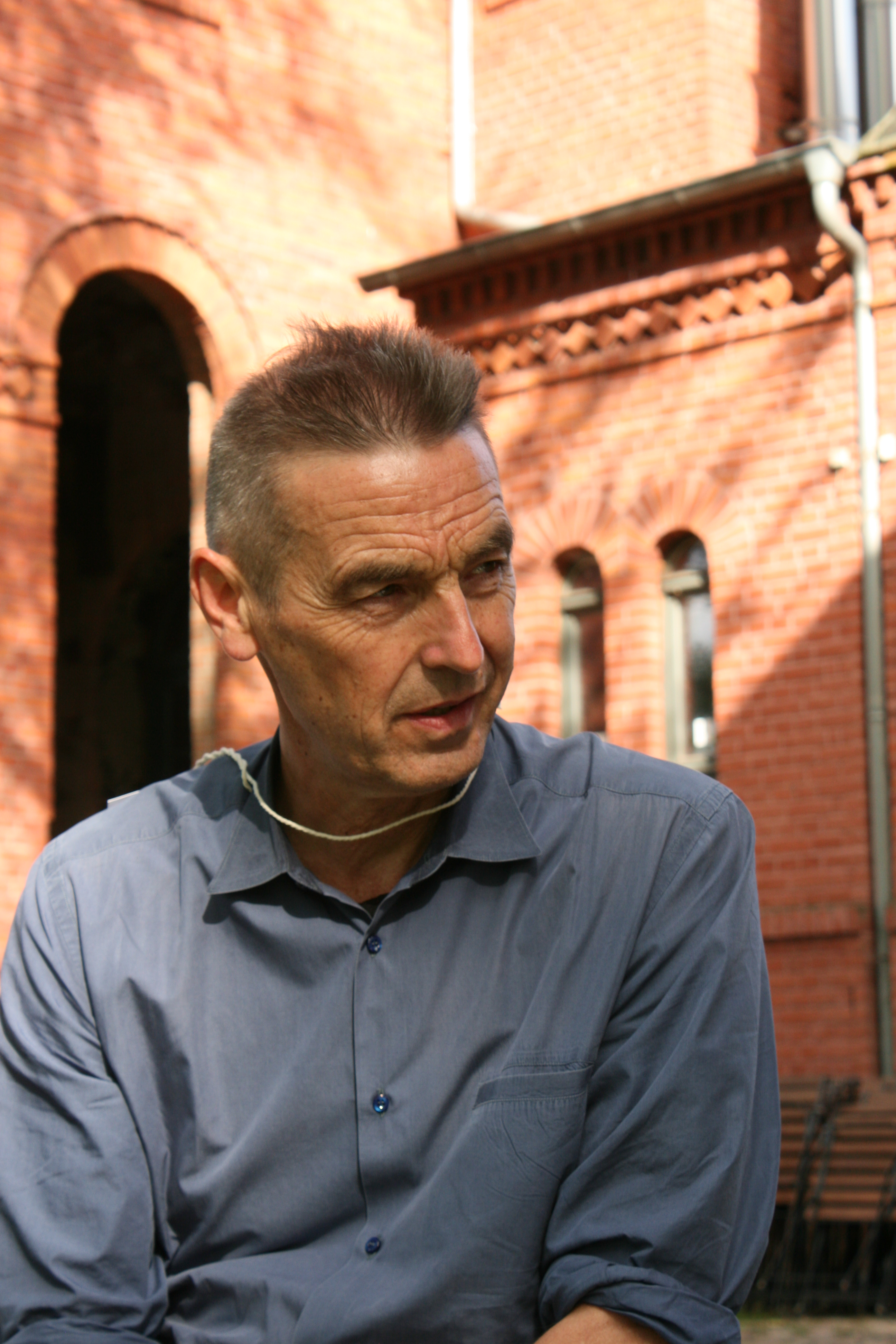
Otto Scharmer

Claus Otto Scharmer (1961) Otto Scharmer is een Duits hoogleraar die in de Verenigde Staten werkt en woont.

## Biografie
Scharmer slaagde en promoveerde aan de Witten/Herdecke University in Duitsland.
Hij is docent aan het Massachusetts Institute of Technology (MIT), een 'Thousand Talents Program Professor' aan de Tsinghua-universiteit, en medeoprichter van het Presencing Institute.  Hij is ook voorzitter van het MIT IDEAS programma voor innovatie in China en Indonesië. In 2015 was hij medeoprichter van het MITx u.lab, een massive open online course. Het u.lab trok meer dan 75.000 geregistreerde gebruikers uit 185 landen in het eerste jaar.

Hij is de auteur van het boek Theorie U en medeauteur van het boek 'Presence and Leading from the Emerging Future'. In een interview in 2013 vat Scharmer Theorie U als volgt samen: "Kort gezegd draait het om drie dingen: een fenomeen van wakker worden met een dieper niveau van bewustzijn. Van jezelf, van de wereld om je heen en van de dingen die er werkelijk toe doen. Ten tweede is het een grid en een taal, waarin je elkaar gaat begrijpen. En ten derde is het een methodiek, een proces dat je telkens weer kunt doorlopen om meer effectief te zijn als leider." In Nederland kwam het model vooral onder de aandacht door het boek Organisatieontwikkeling met Theory U van Esther de Haan en Eva Beerends.

Theorie U diagram.

Scharmer onderscheidt vier verschillende niveaus van luisteren: downloaden (waarbij je vooral op zoek bent naar bevestiging), feitelijk luisteren (waarbij bestaande ideeën worden aangevuld), empathisch luisteren (waarbij je voor de ander openstaat) en generatief luisteren, waarbij je luistert vanuit je intuïtie.

## Onderscheidingen
Scharmer ontving de 'Jamieson Prize for Excellence in Teaching' van het MIT (2015). en van de 'EU Leonardo Corporate Learning Award' voor de bijdrage van Theorie U aan de toekomst van management en onderwijs (2016). In 2016 werd hij een van de top 30 onderwijsprofessionals van de wereld genoemd door globalgurus.org.